# Nowokąty
Nowokąty (lit. Naujakampis) – dawna wieś na Litwie, w okręgu wileńskim, w rejonie wileńskim, w gminie Rzesza.
Współcześnie część wsi Poszyle.

## Historia
W dwudziestoleciu międzywojennym zaścianek leżący w Polsce, w województwie wileńskim, w powiecie wileńsko-trockim, w gminie Rzesza. W 1931 miejscowość liczyła 8 mieszkańców, zamieszkałych w 1 budynku.
Po II wojnie światowej w granicach Związku Sowieckiego. Miejscowość została zlikwidowana w 1988 roku.